# ロータス・96
ロータス96は、チーム・ロータスが最後にインディカー・ワールドシリーズ（CART）参戦用に開発したフォーミュラカー。設計はジェラール・ドゥカルージュ。インディカーのレギュレーションの変更で参戦できなくなったマシンである。

## 96
デザイナーであるドゥカルージュはマイク・コフランに協力を求めてシャーシを作り上げた。
基本的なディティールは1984年のF1世界選手権に出走した95Tがベースとなっているが、シャーシ製作に使われる素材が若干の変更を受けている。1981年の88以来、シャーシ素材にはカーボンファイバーでノーメックス（アラミド繊維）をサンドイッチしたコンポジット材だったが、96およびこれ以降のロータスのF1マシンはカーボンファイバーでアルミ・ハニカムをサンドイッチする、マクラーレン・MP4/1と同様のコンポジット材に変更された。
このように実際に製作されたのだが、インディカーのレギュレーション変更で出走することができなくなってしまった。現在はクラシック・チーム・ロータスが所有している。

## スペック

### シャーシ
- シャーシ名 96
- ホイール ダイマグ
- タイヤ グッドイヤー
- ダンパー コニ

### エンジン
- エンジン名 フォード・コスワース・DFX
- 気筒数・角度 V型8気筒ターボ・90度
- 排気量 2,650cc
- スパークプラグ チャンピオン